# Köktürk
Los Köktürk (proto-turco: 𐱅𐰇𐰼𐰰:𐰜𐰇𐰛; chino tradicional: 突厥; pinyin: tújué; Wade-Giles: t’ou-kiue; reconstrucción del chino medio: *duət̚-kʉɐt̚), señalados también en ocasiones como göktürk, fueron una confederación de pueblos nómadas diseminados a lo largo de las estepas orientales y el noroeste del Asia Central, que constituyeron un poderoso Estado denominado jaganato Gökturk. Aunque su nombre ancestral puede aparecer bajo el término "türk" (𐱅𐰇𐰼𐰰), con su ascensión y consolidación, la confederación nómada tomaría la nomenclatura "göktürk", traducida como Turcos Celestiales basada con total seguridad en una adherencia firme e irresoluble al mandato de su único dios: Tengri, el «Dios-Cielo». Este mandato, legitimado por su propia aura como elegido celestial, es un elemento visible ya en otras dinastías nómadas anteriores a los göktürk, mantenida de hecho en su momento y hasta la máxima extensión por los propios rouran, siendo los göktürk tan solo otra confederación más en perpetuar esta larga y dilatada tradición. A pesar de que esta "religión tradicional" vinculaba sus tradiciones directamente al pensamiento más arcaico y ancestral, además de erigirse como una verdadera religión monoteísta, no dudaron en aceptar en su momento a monjes budistas, tránsfugas y misioneros maniqueos e incluso a los cristianos nestorianos.
Bajo la férula de Bumïn Jagan (m. 552) y sus hijos, los göktürk sucedieron a los rouran como principal potencia de la región y establecieron el Primer Jaganato Türk (552-581), que se expandió rápidamente hasta dominar enormes territorios en Asia central. Fueron el primer pueblo de lengua túrquica que se denominó a sí mismo políticamente «türk». El término türk se traduce en su propia lengua como «fuerte», mientras que el nombre chino tūjué proviene probablemente del plural para el anterior término, «türküt» (teniendo en cuenta que en el antiguo turco, la forma plural se obtenía añadiendo el sufijo «-üt»). Según las fuentes chinas, los göktürk se mantenían bajo el gobierno de la xìng de los Āshǐnà (阿史那).
Los göktürk mantuvieron una intensa relación con varias de las dinastías asentadas en el norte de China, y durante largos períodos ejercieron un control considerable sobre el lucrativo comercio de la Ruta de la Seda. El Primer jaganato se disgregó hacia 581 en varias regiones independientes, desembocando progresivamente en su desaparición a manos de los Tang, hasta un intento de Segundo Jaganato por obra de Elter, perdurando tan solo este último hasta el año 744, aunque logró conservar la mayor parte de las regiones de la estepa oriental sostenidas por sus ancestros. 
La creación de este Jaganato significó un paso decisivo en la expansión de los pueblos túrquicos hacia el Turquestán occidental e incluso más allá de lo que sus anteriores amos rouran habían logrado: la expansión al oeste más extremo, repoblando y llegando en oleadas continuas hasta el siglo IX hacia las estepas occidentales (también llamadas estepas pónticas o estepas rusas). Esta fuerte expansión, que no se había producido de nuevo desde la eclosión escita (siglo IV a.C.), se traduciría posteriormente en una debilidad inherente que haría que los göktürk fuesen finalmente reemplazados por otro pueblo de la rama túrquica y uno de sus teóricos vasallos: los uigur.

## Historia

### Los orígenes legendarios del clan Āshǐnà
El territorio más antiguo y conocido en el que comenzaron a establecer su área de asentamiento continuado, se enfocaba en torno al sur del macizo de Altái, al oeste de la actual Mongolia. No hay que olvidar que los köktürk son eminentemente un pueblo nómada, con lo que esta área de asentamiento solo sería una circunscripción temporal sobre la que las fuentes chinas los ubican en el siglo VI d.C., habiendo residido con total seguridad en otras regiones del oeste de las estepas orientales, donde pudieran sostener y aprovechar las zonas más fértiles para su ganadería, clave del sustento en la vida nómada. A pesar de esta naturaleza inherente, las fuentes chinas los señalan en un primer momento como una rama vasalla de los rouran (柔然), cumpliendo una tarea específica: son los duàn nú (鍛奴), es decir, "esclavos herreros". 
La leyenda que cuenta su origen es la siguiente:

...Los tūjué, eran una rama separada de los xiōngnú, [siendo también] su xìng la familia Āshǐnà, llegando a ser una tribu independiente [de otras]. Posteriormente, el estado vecino llegó a destruirlos, aniquilando casi al completo al clan. Había un niño, que tenía diez años, [el cual acabó] encontrándose con los soldados, [quienes debido a] su tierna edad, no soportaron la idea de ejecutarlo, por lo que únicamente [le cortaron] los pies, para abandonarlo posteriormente en medio de un lago y pasto. Había una loba que [lo encontró], alimentándolo de carne, hasta posteriormente, mantener relaciones con la loba, quedándose posteriormente encinta. Por otra parte, cuando el Wàng escuchó que el niño aún seguía con vida, insistió en enviar [a sus hombres] para ejecutarlo. Entonces, la loba vio a los enviados [aproximarse], con la intención de ejecutar a los lobos [y al muchacho]. En ese momento, la loba escapó al estado de Gāochāng, depositándolos [sobre] las montañas del noroeste. Al fondo de la montaña, se encontraba una cueva, encontrándose en el interior y a lo largo del suelo, una hierba exuberante, la cual se extendía de forma curvada a lo largo de varios centenares de lǐ, abarcando en su conjunto las cuatro laderas de la montaña. La loba [y su familia] se ocultaron en el centro de la montaña, llegando a dar a luz diez varones. [Cuando] estos diez varones crecieron, salieron [de la cueva], confiando en tomar esposas y dejarlas en cinta de manera que, como consecuencia, posteriormente tomaron [todos ellos] un único xìng, «Āshǐnà». Sus hijos y sus nietos fueron educados en sus costumbres, llegando gradualmente a reunir varios centenares de familias...

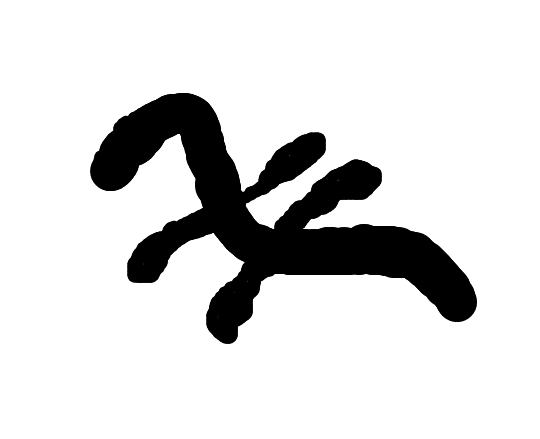
Uno de los tamga representativo de los Ashina: la figura señala la imagen del cuervo, como señal totémico compartido con los wūsūn (烏孫), tal y como postularon autores como Yu. A. Zuev. Esta similitud, ha hecho que en múltiples ocasiones muchos orientalistas hayan señalado los verdaderos orígenes de los köktürk, como un hipotético grupo restante de los wūsūn o en su defecto, como una de sus comunidades descendientes. De hecho, aún siguen siendo citados hasta las fuentes del siglo V d.C. No obstante, este no es el único tamga asociado a los Ashina, pudiendo encontrarnos algunos ejemplos con la figura de íbices o las denominadas "montañas en forma de cabra" (arkhar).

La explicación general de este mito es heterogénea y se ha erigido como un foco de debate intenso entre diferentes orientalistas, turcólogos y sinólogos. Si seguimos la vertiente esgrimida por algunos académicos, indudablemente la primera parte del mito corresponde a un arco indoeuropeo. De hecho, este arco dramático y la supervivencia del retoño, es señalada siglos antes en las fuentes chinas para los Wusun (siglo II a. C.). Al igual que los köktürk, los wusun también protagonizan en la actualidad un intenso debate en torno a su origen real, siendo catalogados por algunos autores como nómadas indoeuropeos, quizá pertenecientes a la rama irania. En el mito wusun, una vez más un niño es salvado del ataque destructivo de una tribu enemiga, permaneciendo criado en todo momento por una loba y un cuervo. Indudablemente, este mito primigenio fue el precursor de la posterior versión köktürk, al mismo tiempo que guarda incluso una decisiva cercanía con el famoso mito mediterráneo de Rómulo y Remo, los míticos fundadores de Roma que fueron alimentados, también, por una loba. 
Aún con las dudas sobre su verdadero origen étnico y la similitud con la versión mitológica del origen de los wusun, sí se ha establecido un tácito consentimiento en los orígenes más remotos de su lengua, ganando gran aceptación la tesis esgrimida que señala la utilización de la lengua Tocaria A o agnea. Una lengua prestigiosa, demostrada por los restos y fragmentos legados a lo largo de la cuenca del Tarim en esta época. Uno de estos ejemplos lo tenemos en el compuesto túrquico at kü (nombre + gloria, renombre) que pasa por ser una copia del compuesto agneo ñom klyu "nombre + gloria, renombre" y, además, kü procede de klyu. El término túrquico išič (puchero, cazuela de barro) proviene por sinécdoque del término agneo *išäč "arcilla". De este modo y siguiendo esta hipótesis, el agneo habría sido utilizado decisivamente para la propagación del budismo entre las diferentes ramas túrquicas, traduciéndose estos textos en agneo, legando incluso sus nombres, títulos y otras referencias decisivas para entender aún más los escasos testimonios legados de forma directa por los köktürk y sus sucesores. 
Sean o no un mero vehículo cultural de un mito indoeuropeo, lo cierto es que la particularidad de la legendaria salida de todo un pueblo desde la gruta, es total y genuinamente köktürk, nunca antes aparecida en la gestación de ninguna otra rama tribal entre las fuentes chinas, ni en ninguna otra analogía mítica legada por ningún otro pueblo hasta la fecha. Los köktürk tenían, al igual que las diferentes ramas nómadas de la estepa, un ancestro patrilineal procedente de una figura animal, en este caso el lobo. Este señalado ancestro, fue indicado en torno al sexo femenino, de forma que como loba, pudiese enlazarse con el superviviente de la terrible debacle sufrida por la tribu, surgiendo así un mito que puede enlazarse en cierta medida con el mito indoeuropeo.

### La fundación y desarrollo del Primer Jaganato
Hacia el 552, toda la estepa oriental, junto con gran parte del este de las estepas centrales, permanecían bajo el mandato del insigne soberano de los rouran, el Jagan Yùjiǔlǘ Ānàguī (郁久閭阿那瓌). Auténtico superviviente y taimado soberano, Ānàguī había logrado sobrevivir a la amenaza siempre potencial de las rivalidades internas en el seno de su propia familia y contra la lucha activa de algunas de las tribus más recalcitrantes a su poder. A pesar de ello, años atrás el líder de la bù (部) de los tujue, Bumïn, había obtenido ya para esa época una gran prominencia, unido al respaldo que le brindaba el estado de Xī Wèi (西魏), rival directo de Ānàguī al sur de su Jaganato. Una vez Bumïn se sintió lo suficientemente fuerte como para enfrentarse a su señor, se dirigió con sus huestes y algunas de las tribus que había sometido anteriormente en nombre de los rouran y lo derrotó, empujándolo al suicidio tras la derrota y haciendo huir en desbandada al sur a toda la xìng de los Yùjiǔlǘ. Ésta, sería la primera gran victoria de los köktürk y la piedra base desde la que formarían su Jaganato. Un Jaganato que sin embargo no fundó Bumïn más que en el sentido teórico, ya que tan solo unos meses más tarde de su proclamación como Jagan, falleció dejando tanto sus tierras como sus huestes entre su prole. Serían sus hijos los que se encargarían de levantar el Jaganato e iniciar una nueva era de dominio en las estepas orientales. Su hijo, Muján (553-572) llegó al trono tras suceder a su hermano, Irksi (que tan solo gobernó durante unos cuantos meses), confiando el gobierno directo de todos los territorios occidentales a uno de sus propios tíos paternos, Istämi. Esta delegación no tuvo en un primer momento naturaleza alguna de convertirse en una suerte de diarquía, sino una obligada demarcación territorial y administrativa en manos de un hombre de la propia familia, ayudando así a sostener la autoridad de la xìng sobre estos terrenos tan alejados del verdadero epicentro de poder: las estepas orientales. La tarea de Istämi no estuvo exenta de dificultad desde el inicio de su mandato, ya que al comienzo tuvo que afrontar la rivalidad directa de los hefatalitas, también conocidos como Hunos Blancos. Consciente de la necesidad de encontrar aliados, no dudó a la hora de buscar un ataque conjunto con los sasánidas de Cosroes I, a quien entregó incluso a una de sus propias hijas, cimentando así la alianza que llevaría a aniquilar en el 563 este poderoso estado, fundado a mediados del siglo V d.C. Tras la victoria, los dos teóricos aliados se repartieron lo que sería después el Turquestán ruso, junto con la estratégica y codiciada región de Sogdia, sin embargo no pasaría mucho tiempo sin que se enfrentasen ambas partes, empujados el control directo sobre toda la región de la Transoxiana. Plenamente consciente de la necesidad de buscar aliados una vez más para combatir a un enemigo frontal, Istämi envió en 567 a un sogdiano en embajada a Bizancio para comenzar a establecer relaciones políticas y comerciales. Al año siguiente, tendría lugar la famosa embajada de Zemarcos (568). El Imperio Romano de Oriente sin embargo, mantuvo una postura de franca seguridad y fortaleza en sus fronteras orientales, aun cuando en algunas ocasiones los propios sasánidas lograron hacer ciertos golpes estratégicos de gran importancia sobre ciudades y fortalezas de la frontera. Aún con todo, la necesidad de ayuda mutua entre Bizancio y los köktürk no acabaría por fraguarse hasta ya la usurpación de Focas y la subida al poder de Heraclio. Asimismo, este último emperador llegaría a ofrecer incluso a su propia hija como garantía del apoyo nómada en su ataque contra el flanco oriental de los sasánidas, siendo ésta la primera mención de entrega de una princesa imperial bizantina a un soberano nómada.

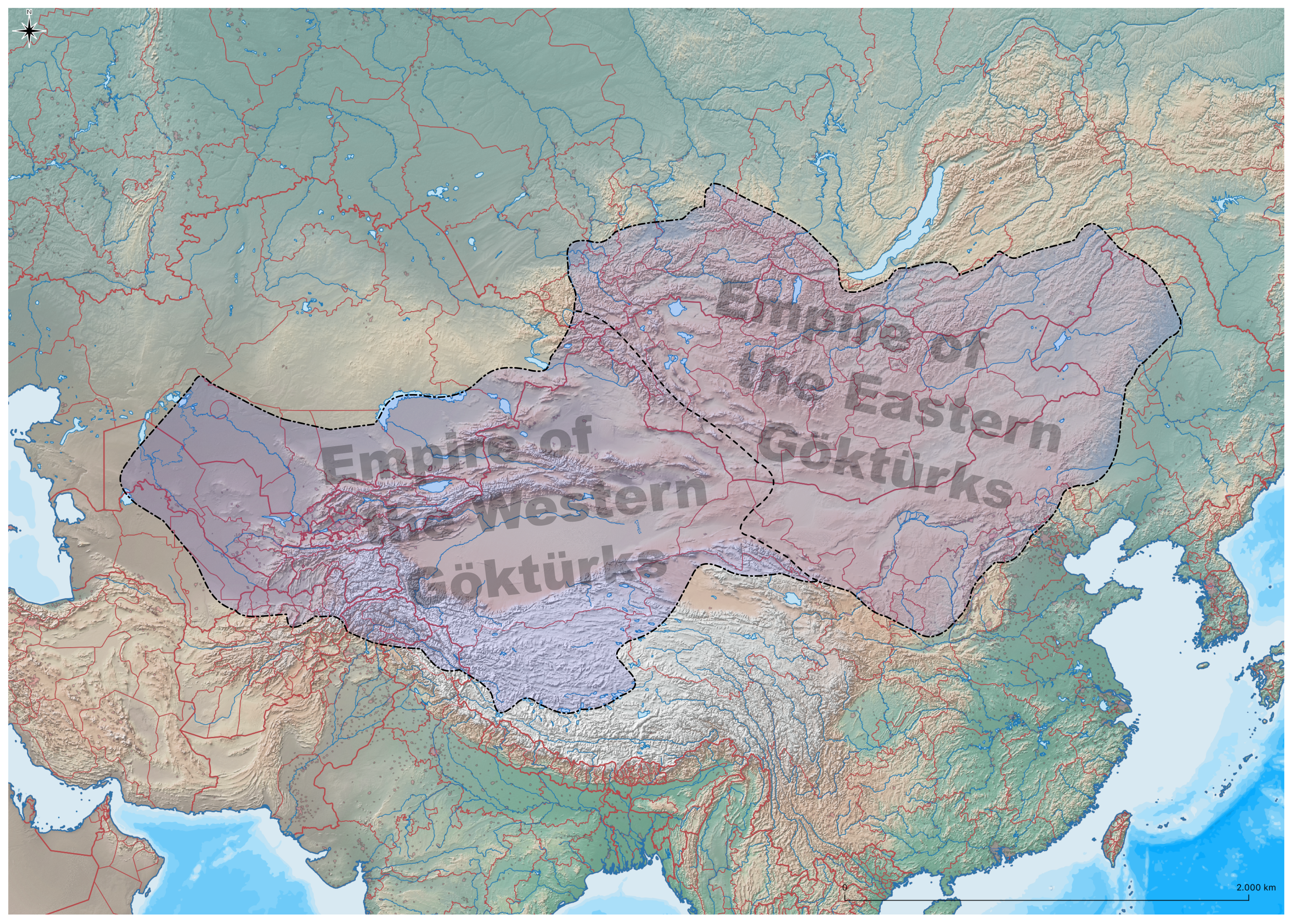
Extensión aproximada de la región que abarcaba el primer Jaganato en su totalidad (incluyendo las regiones occidentales) previo a la ruptura posterior. Las áreas de extensión son aproximadas, teniendo en cuenta las ramas tribales directamente tributarias, las regiones en las que temporalmente extendió su mandato, así como las zonas de asentamiento de las ramas nómadas fieles y de soberanía directa al propio Jaganato.

Por otra parte, en las estepas orientales Muján había logrado expandir y consolidar la autoridad köktürk con firmeza, llegando su poder incluso a someter a las díscolas ramas tribales de las regiones manchurianas, legando un territorio y poder inconmensurables a su sucesor, Taspar (572–581). Por el momento, la autoridad y renombre que se alzaba en manos del legítimo Jagan, hacía que incluso las ramas más alejadas en las estepas centrales, se sometiesen a su voluntad y reconociesen su liderazgo. No obstante y contra todo pronóstico, Taspar comenzó a erosionar su propia soberanía, convirtiéndose al budismo y alejando en parte a muchas de las ramas tribales que aún practicaban sus religiones y tradiciones ancestrales, así como haciendo que otros pretendientes pudiesen atacarlo esgrimiendo la influencia exógena que podía tener la adopción de una religión extranjera sobre el Jaganato, máxime teniendo en cuenta que el budismo se encontraba en ese momento con gran fuerza y poder en todo el norte de China. El distanciamiento hacia la sagrada figura del Jagan se pronunciaría aún más con la conversión de su hermano y sucesor, Ϊšbara (581–587). En tales circunstancias, lo que ya se avecinaba como una demarcación ya inevitable, se tradujo además con una usurpación de poderes cometida por el Yabgu Tarduš, hijo de Istämi. En un primer momento, Tarduš ofreció su lealtad a Taspar y a su sucesor, Ϊšbara, sin embargo mantuvo la suficiente cautela de esperar a poder arrebatar el control al Jaganato de las tierras en las estepas centrales, tierras de rico tránsito comercial, pastos de mayor abundancia y conexión hacia las estepas occidentales sobre las que no dudaba ya en ejercer su propia influencia, desafiando de forma directa a su teórico señor. Por otra parte, la dinastía Sui mantenía un propio interés en debilitar la unión de todas las ramas tribales köktürk y de sus vasallos, por lo que el Húangdì (皇帝) no dudó en apoyar incluso la traición de Tarduš. Desde este momento, la soberanía del Jagan se verá ya fragmentada a lo largo de las estepas centrales y orientales, existiendo a partir de ahora una dinámica de lucha entre las dos partes, desesperadas por mantener una única y total soberanía sobre todas las ramas tribales. A la larga, ésta sería la clave de la caída del poder köktürk, tal y como ya había pasado con los propios róurán.

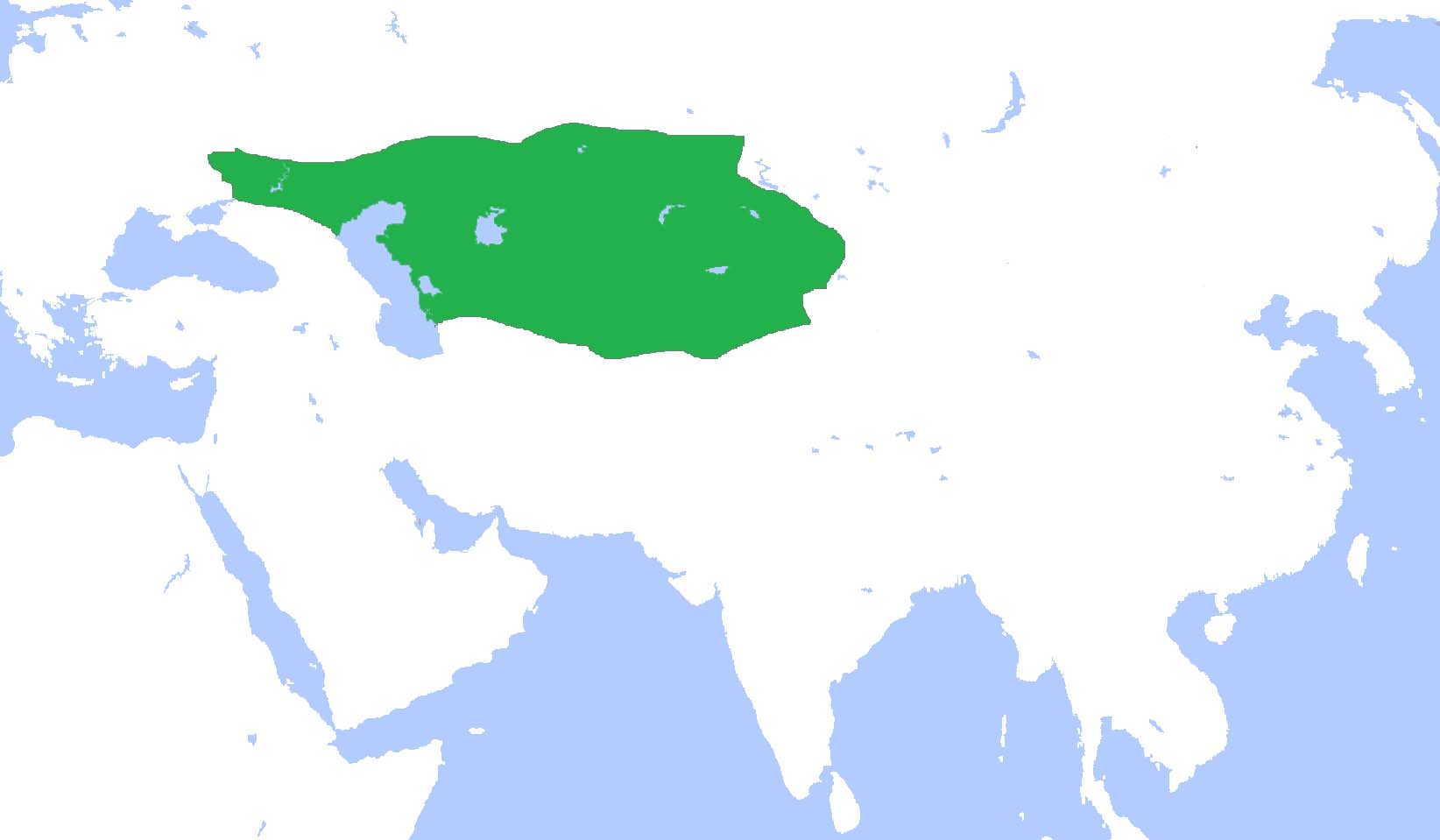
Extensión total de las ramas más occidentales de los köktürks hacia el oeste, consiguiendo someter no solo gran parte de las estepas centrales a su dominio, sino que también, cruzando hasta la zona caucásica, donde impondrían su soberanía sobre otras ramas de mayor vigencia en la zona, como los alanos y diversos grupúsculos de la antigua confederación huna, al mismo tiempo que amenazando a los ávaros que sostenían su poder sobre la zona danubiana.

Ϊšbara no solo tenía que luchar contra los intereses de un subordinado rebelado ante su mandato, sino que también debía hacer frente a la codicia y ambición de sus familiares más directos: Apa, su propio hermano, llegó a concertar una alianza entre sus propias hueste y las de Tarduš, a fin de aplastar a su propio hermano. Acorralado, el fin de Ϊšbara no llegaría a consumirse, habida cuenta la ayuda decisiva prestada por los Sui, temerosos de un poder de nuevo unificado en manos de Apa. A la amenaza de Apa, surgió otra nuevo problema para la fortaleza del Jaganato en las estepas orientales: Amrak, se alza como un nuevo usurpador dentro de la propia familia pretendió alzarse en el poder. Aun con todo, ambos usurpadores llegarían a ser derrotados hacia el 587. Una derrota que sin embargo no salvó de la fractura definitiva al propio estado, ya que Tarduš, aun siendo al mismo tiempo derrotado en sus aspiraciones del control absoluto de las estepas, logró mantener el poder en su centro neurálgico de mandato (estepas centrales) e instauró al mismo tiempo una verdadera dinastía legitimidad por el poder que le otorgaba su propia pertenencia a la xìng Āshǐnà. En un momento de evidente control supremo, queda reflejada incluso la referencia otorgada en las fuentes griegas, que nos informan de una embajada a Constantinopla en la que se erigía como el «...Gran soberano de las Siete Razas y Señor de los Siete Climas...». Quedaba con esto iniciada una andadura separada de ambas ramas tribales a partir de la muerte de Tarduš, en el 599. Ϊšbara sería sucedido por su parte por su propia línea hereditaria. Con ello, se cuentan hasta seis sucesores directos en el cargo, hasta Illig (620), que se erigiría como el último de los Jagan soberanos en el Primer Jaganato Köktürk. 

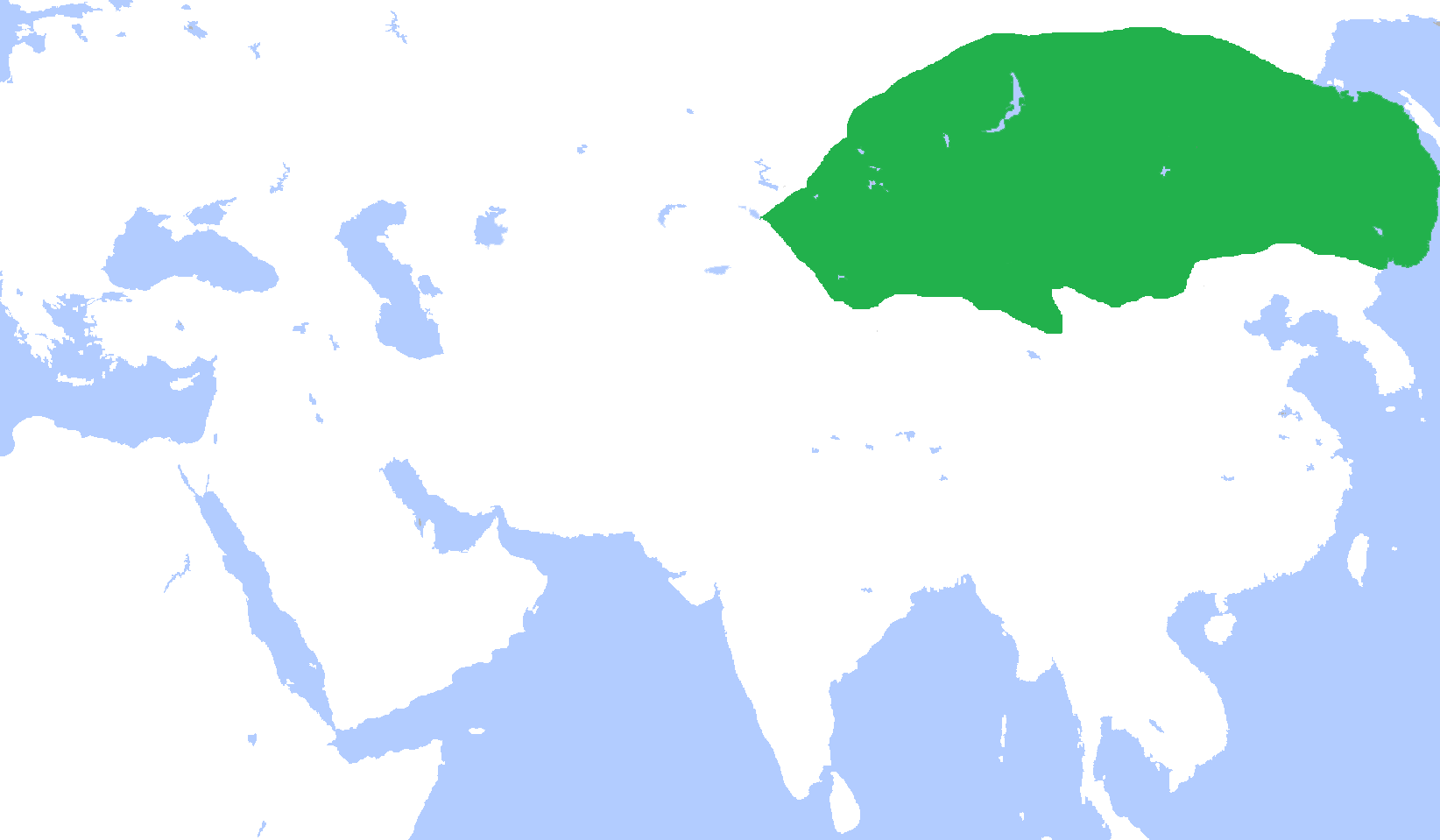
Extensión aproximada de las tierras más importantes del Primer Jaganato, teniendo en cuenta la extensión únicamente en la primera época de gran empuje tras la muerte de Bumïn y sus sucesores. Al cabo de unos años, el dominio absoluto e incontestable en regiones como la actual Manchuria, iría desapareciendo paulatinamente, así como en las regiones más cercanas al sur de Siberia, concentrándose el poder en las estepas orientales y hacia el sur, lindando con las tierras chinas. Éstas serían las tierras que configurarían el Segundo Jaganato.

Por su parte, la dinastía Sui, que había conseguido la primera reunificación de toda Zhōngguó (esto es, China), no consiguió sin embargo sostener su poder lo suficiente como para resistir una serie de crisis y disensiones internas que la llevaron a su colapso tan solo unas pocas décadas después de su gran hazaña (618), dándose lugar la ascensión de la dinastía Tang (618-907). La tarea de eliminar de facto al peligro del norte recaía ahora en manos de los primeros y enérgicos gobernantes Tang. Por su parte, los köktürk habían aprovechado beneficiosamente el período de crisis y descontrol interno de las dinastías de Zhōngguó, llegando inclusive Illig a permanecer con sus huestes a pocos kilómetros de la gran capital, Chang'an (actual Xi'an), acampando el 23 de septiembre del 626 con cien mil jinetes. En ese momento decisivo, la inteligencia estratégica de Taizong emergió para hacerlo retroceder aún con sus escasos medios, al mismo tiempo que paralelamente apoyaba a otras de las tribus más díscolas al dominio köktürk, infligiéndole una doble herida al renqueante Illig. Para el 630, su política de acoso y erosión interna había dado suficientes frutos: tras una campaña en toda regla, por primera vez se lograba la captura con vida de un Jagan kóktürk, estableciéndose además la titulatura Tiān Kèhán (天可汗), que dotaba a Taizong y a sus descendientes, de la soberanía de facto sobre la xìng de los Āshǐnà y por consiguiente, de toda la estepa. No obstante, esta titulatura no hizo que las ramas de las estepas centrales e incluso de las lejanas estepas pónticas, adoptaran o consintieran que Taizong y sus descendientes sometieran su voluntad: este sería el argumento esbozado por las ramas de las estepas centrales, para legitimar aún más su independencia y separación de la xìng Āshǐnà.
Ramas del oeste que encontraron una cierta ascensión en torno al gobierno del denominado Tong Yabgu (618–630). Tong llegó incluso a expandir su soberanía hasta Bactria, lo que lo dotaba de una puerta de acceso más al sur, hacia el subcontinente indio, junto con el control de uno de los nexos más importantes del comercio antiguo: la Transoxiana. Esta opulencia y poder fue ya confirmada con la visita realizada por el peregrino chino Xuanzang, con quien mantuvo audiencia en Tian Shan. La estabilidad de Tong, que había hecho que incluso el propio emperador Heraclio acudiese en su ayuda, se demostró aún frágil de consistencia entre ciertas tribus problemáticas, como la de los carlucos, que acabaron sublevándose frente a su soberanía y ejecutándolo. Mientras las ramas del este permanecían ya bajo soberanía directa de los Tang, las ramas de la estepa central, se consumían en peleas internas que hicieron que ya hacia la década del 640, Tang estableciese una serie de fortalezas que les impidieran acceder a la Cuenca del Tarim, otro de los puntos neurálgicos de la Ruta de la Seda. El último gran representante del poder de la xìng de los Āshǐnà, señalado en las fuentes de la época Tang como Āshǐnà Hèlǔ, acabaron siendo derrotadas por la maquinaria bélica Tang, en la decisiva batalla del río Irtish (657). Por primera vez desde la época Hàn, el Asia Central volvía a quedar en manos de una dinastía china, con el sorprendente añadido de la soberanía Tang sobre los pueblos de la estepa, nunca antes lograda ni siquiera por ninguno de los más enérgicos Húangdì (皇帝) de la dinastía Hàn. Frente a estas increíbles victorias, nada hacía presagiar un resurgir del poder köktürk.

### Resurrección del poder türk y la fundación del Segundo jaganato
Como ya señalamos anteriormente, toda resistencia de los köktürk se había desvanecido ya bajo la fortaleza sucesiva de la dinastía Sui y la dinastía Tang, que llevaron a cabo enormes esfuerzos defensivos y ofensivos contra el enemigo más importante en la frontera, consolidando un éxito que jamás ninguna otra dinastía china había logrado antes (ni siquiera los propios Hàn, que tan solo pudieron efectuar una política de soberanía externa, gozando los xiongnu de poder e identidad propias). Con la victoria final en el 657, los miembros de la xìng de los Āshǐnà llegarían a residir incluso en suelo chino, mientras que otros miembros de la rama familiar cumplían meras tareas de consolidación Tang sobre las ramas tribales aún más díscolas, o servían directamente en campañas contra otros territorios rebelados u hostiles al dominio Tang. Es en esta situación de sumisión total y absoluta, en la que surge la decisiva figura de Elter. Tal y como quedó registrada en la estela de Orjón, la gesta de Elter no es sino la victoria final de un héroe. A pesar de sus pobres inicios, acompañado de tan solo veintisiete hombres, sin que contase con el apoyo de la xìng de los Āshǐnà (preocupada más bien de su propia consolidación en la jerarquía Tang), Elter únicamente vería sus ambiciones respaldadas por la esperanza depositada en su figura a manos de varias de las ramas menos asimiladas aún al dominio Tang. Usando esta fuerza motriz nada desdeñable, Elter conseguirá alzarse contra el estado Tang, acompañado de grandes e insignes figuras köktürk, como la del famoso Tonyuquq (𐱃𐰆𐰪𐰸𐰸). La experiencia y horizonte político atesorado por este último, cimentarán la base ideológica y política del retorno köktürk: no en vano, su labor y sería agradecida eternamente con unas estelas erigidas conmemorando su contribución decisiva. Sintiéndose respaldado y consciente de la necesidad de realizar un movimiento drástico para reflejar sus aspiraciones, Elter lanzó varios ataques a partir del año 682, poco tiempo después de su proclamación como legítimo Jagan. Ataques que resultarían a la postre, fatales, contando con la presencia de un Húangdì (皇帝) débil, como lo era Lǐ Zhì (李治). Al mismo tiempo que la dinastía apenas podía mantener el control sobre la frontera más importante (el norte), otra de las fronteras más importantes para el dominio estepario de los Tang iba deteriorándose a marchas forzadas: las estepas centrales y las ricas ciudades estado de Xiyu, junto con las ramas tribales situadas en la misma, mostraban un distanciamiento claro, conscientes de la debilidad de la dinastía. Por su parte, Elter, comenzaba ya a reafirmar aún más su soberanía sobre algunas de las ramas tribales más importantes: de este modo, los uigur, los oguz y los carlucos junto a otros, acabaron sometiéndose a su mandato. Una vez más, los köktürk habían logrado superar la adversidad. Era ahora el turno de ubicar un centro de control para controlar con mayor claridad los movimientos de todas las ramas tribales y encauzar un punto clave de avance en su política. Por supuesto, el lugar elegido quedaría adjudicado a Orjón, célebre centro neurálgico de poder nómada, ya utilizado por otras confederaciones anteriores (incluso por su propia xìng anteriormente). Restablecida la soberanía köktürk, sometidas las principales ramas de la estepa oriental y comenzando ya de nuevo la expansión la oeste, Elter dejaba una cómoda e inmejorable posición para su sucesor, Japagán.
Japagán continuó la labor de Elter, iniciando una serie de ataques continuos para socavar la legitimidad Tang. En ese momento, el trono de los Tang había quedado vacante tras la muerte de Lǐ Zhì, pasando el poder de facto a la famosa Wǔ Zétiān (武則天). Anteriormente, el astuto Elter, argumentó la ilegalidad de su ascensión y control del trono como motivo para atacar las fronteras y empujar a las tropas del norte a una derrota tras otra. Japagán siguió defendiendo las tesis de Elter y desplegó otra serie de ataques contra la soberanía Tang en el norte, sin embargo, paralelamente Wǔ Zétiān demostró su valía haciendo retroceder en primer lugar a los tibetanos de la cuenca del Tarim, para después intentar frenar la marea köktürk. Si bien estas campañas no lograron someter de nuevo a los köktürk, sí lograron en parte frenar en parte su destructivo avance desde el norte. De hecho, estas derrotas frente a los teóricos vasallos, no serían más que el primer paso para el fracaso definitivo del sueño chino por antonomasia: el dominio absoluto de los nómadas del norte. 
Por su parte, Japagán continuó la senda de victorias iniciada por Elter, marchando tan solo cinco años después de su ascensión (699) al oeste, intentando someter de forma definitiva a las ramas tribales de la estepa central, debilitadas en parte por la caótica situación vivida en la región con la llegada de un nuevo poder al escenario: los árabes. A pesar de haber logrado someter incluso los garluq y los kirguiz, dos de las ramas más alejadas de su poder, los árabes intentaban someter Sogdia, pieza clave en el organigrama de poder de las estepas centrales. Aunque nada hacía presagiar que estas campañas hacia el oeste, pudieran significar o simbolizar en cierta medida una decadencia, las continuas luchas y energías invertidas en unas tierras alejadas de su poder real (estepas orientales) condenaban a la larga una situación aún lejos de ser consolidada con la rebeldía de ciertas ramas aún reacias a su dominio. La inestabilidad de su posición, se evidenciaría cuando justamente en el curso de una batalla contra una de las tribus hostiles a su mandato, la muerte sorprendería a Japagán un 22 de julio del 716, cerca del río Tuul (en torno a la actual Ulán Bator). 

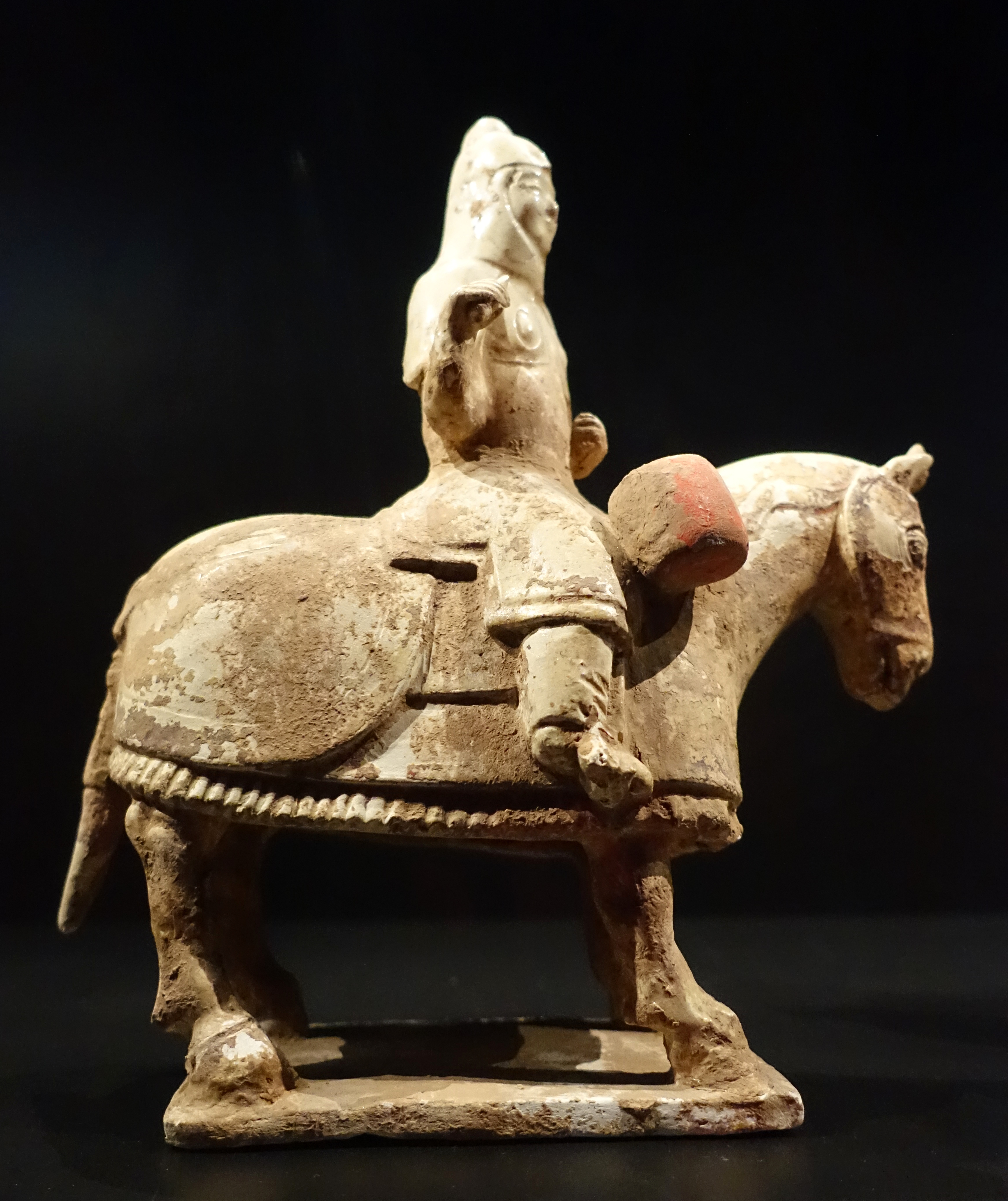
Jinete armado Táng. La panoplia del jinete y las nuevas innovaciones que llegaron a lo largo del siglo VII y VIII, fueron justamente el reflejo de la fuerte influencia köktürk sobre la dinastía. El presente ejemplar, fue exhibido en una reciente exposición temporal en Estocolmo, (Östasiatiska Museet, 2014).

En medio de esta sucesión dramática de acontecimientos, el poder quedó relegado legítimamente a su primogénito, aunque la propia inexperiencia ya la disidencia de otros bandos de poder en el seno de la xìng, hizo que tan solo unos meses después de su muerte, su propio hermano menor, Kul Tegin (𐰚𐰇𐰠𐱅𐰃𐰏𐰤) y su vieja mano derecha, Tonyuquq, ejecutasen al resto de sus familiares más directos, erigiendo en su lugar al último gran representante del poder köktürk: Bïlge, que pasaba por ser el propio hermano mayor de Kul Tegin. Desde el justo momento de su ascensión, Bïlge intentó devolver el impulso victorioso iniciado en los tiempos de Elter, ante lo cual no dudó en lanzar nuevos ataques contra los Tang, argumentando el apoyo Tang precisamente a algunas de las tribus levantadas contra la soberanía köktürk. No obstante, esta maniobra tan solo ejercía como pretexto para reforzar su figura ante el resto de las elites y de su propia xìng, respaldándose inteligentemente con esta política de confrontación contra los Tang. Para su desgracia y a diferencia de sus predecesores, en este momento la dinastía Tang había recobrado su fortaleza perdida con la ascensión de Lǐ Lóngjī (李隆基), que había logrado despojar del poder omnipotente a la astuta Wǔ Zétiān, reinstaurando así el orden legítimo de sucesión tradicional. Ante este robustecimiento, Tonyuquq, desplegó su capacidad política, argumentando a su señor la convenicencia de posponer los ataques y la confrontación y firmar un acuerdo de paz con el Húangdì (皇帝), retomando así la senda de convivencia y cercanía temporal que a la larga pudiese servir al mismo tiempo de rearme y reforzamiento de su poder en el seno del Jaganato, sin correr el riesgo de una lucha armada de dudoso beneficio. Convencido, Bïlge envió a sus dignatarios a la corte de Chang'an, recibiendo una rotunda negativa, lo que dio lugar a la renovación automática de la confrontación. Sospechando una más que probable traición a sus espaldas, Bïlge dirigió sus tropas contra las tribus más recalcitrantes, sometiendo a sangre y fuego toda la región del norte de Turfan, para proceder acto seguido a presentar su respuesta armada a los propiso chinos: las tropas llegarían a irrumpir sin apenas resistencia sobre la actual provincia de Gansu. Alertado ante este giro de los acontecimientos, el Húangdì (皇帝) se avino finalmente a concertar el tratado de paz emitido anteriormente por Bïlge, hacia el 721 d.C. A diferencia de otros pactos sostenidos por sus predecesores, Bïlge mantuvo su palabra, sin lanzar hostilidad alguna hasta su muerte (734), habiendo fallecido tres años antes otro de los grandes partícipes de la revolución köktürk, Kol Tegin (731). La muerte del Jagan soberano fue sin embargo, traumática: aún con todos sus logros, llegaría a ser envenenado por uno de sus servidores, señalado en las fuentes chinas como Méilùchuài (梅錄啜). 
Tras su muerte, la unidad köktürk pasaría por una sucesión de débiles sucesores, que apenas lograban sostener el poder mientras que la dinastía Tang intentaba sobreponerse tímidamente a su caída temporal en el escenario estepario, al mismo tiempo que las tribus más hostiles a la soberanía köktürk empujaban sus tropas contra una xìng cada vez más asediada y reducida. Sería tras la muerte del señalado Āshǐnà Gǔduō (阿史那骨咄) en el 742, cuando se suceda la última pugna por el poder del Jaganato, que se saldaría con la usurpación de hasta dos aspirantes al trono, hasta ya el tercer y último Jagan autoproclamado: Kulun Beg, el cual acabaría fallecieron hacia el 744, presa de un ataque uigur. Para estas fechas, ya gran parte de la xìng restante se había precipitado a la corte de Chang'an, buscando la protección Tang, mientras que la parte restante de la xìng se debatía en una lucha mortal por el poder en los escasos territorios soberanos a lo largo de la estepa oriental. La expansión hacia el oeste, la errónea política de ataque contra la dinastía Tang, junto con el decisivo descuido de su propia soberanía sobre todas las ramas tribales de la estepa oriental, hicieron que a la larga, la victoriosa xìng de los Āshǐnà, acabase sucumbiendo frente a sus antiguos vasallos, tal y como la propia xìng había realizado siglos atrás con sus señores, los róurán. Se iniciaba así el comienzo de la soberanía uigur.

## Antropología y breves anotaciones sobre la sociedad de las ramas türküt

### La sociedad: rangos, división y poder regio
Como todos los imperios nómadas, el de los köktürk lo conformaba una confederación de tribus. Su núcleo estaba constituido por hasta doce tribus dirigidas por la xìng que las fuentes chinas llamaban Āshǐnà. Cabe señalar que sus sucesores inmediatos en el dominio estepario, los uigur, se hallaban constituidos por tan solo diez tribus dirigidas por la xìng de los Yaglajar, manteniendo su núcleo de origen a lo largo del río Selenge, mientras que sus señores köktürk ocupaban la parte central de este territorio. Es importante señalar otra de las confederaciones sometidas al dominio köktürk: los toguz-oguz, que residían al oeste de los territorios türküt, diseminados a lo largo de las estepas centrales. En su caso, la confederación se componía de hasta nueve tribus, señalada por su propio etnónimo: "toguz" se traduce por "nueve", mientras "oguz" como "tribu". A pesar de que estas dos confederaciones mantenían una fuerza pujante a lo largo de las estepas y una propia identidad frente a la supremacía türküt, serían finalmente estos y la xìng Āshǐnà la que acabaría imponiendo su modelo de sociedad y estructura política a lo largo de estas dos significativas confederaciones junto a otras ramas tribales menores, como ya hemos señalado en las líneas anteriores. Otras confederaciones, como las de los carlucos y la de los basmil, aumentarían progresivamente su importancia y su espacio social y político a lo largo del Jaganato.
Se debe señalar, que cada uno de los "jefes" o "líderes" de cada unidad "tribal" recibía el apelativo de irkin. La siguiente figura de gran importancia en la escala titular le correspondía al elteber, que pasaba a dirigir a varios irkin con sus agrupaciones tribales adyacentes. Por último, todos los elteber mantenían sobre sus cabezas la soberanía celestial y suprema del Jagan y sus parientes más próximos, quienes podían ostentar otros cargos de diversa (y a veces confusa) índole, como los shad. Por su parte, el Jagan se hallaba rodeado de una suerte de "comitatus" en el que figuraban los tarján, los tudun o los chor. Toda esta escala nobiliaria se repartía los cargos militares, administrativos o diplomáticos, sin que hubiese demasiado espacio para la ascensión desde las escalas más pobres o limitadas de la sociedad, a excepción de individuos de gran valía o dotes personales. De hecho, los köktürk mantenían la larga y dilatada costumbre de premiar la valía personal y fomentar la meritocracia entre sus súbditos, destacándose de este modo como una sociedad sino abierta en igualdades, sí en posibilidad de ascensión desde la propia base. Aun cuando la élite política recibía la mayor parte del beneficio y autoridad, tenemos también algunas figuras de índole inferior, señaladas por las fuentes chinas y que llegan a sumar hasta 28 clases. Al igual que sus ancestros más inmediatos (los róurán), estos cargos se seguían manteniendo de forma hereditaria, salvo ocasiones puntuales de castigo a la familia determinada, huida de este a territorio enemigo o deceso del individuo y sus familiares en cuestión (muerte en batalla o epidemia).

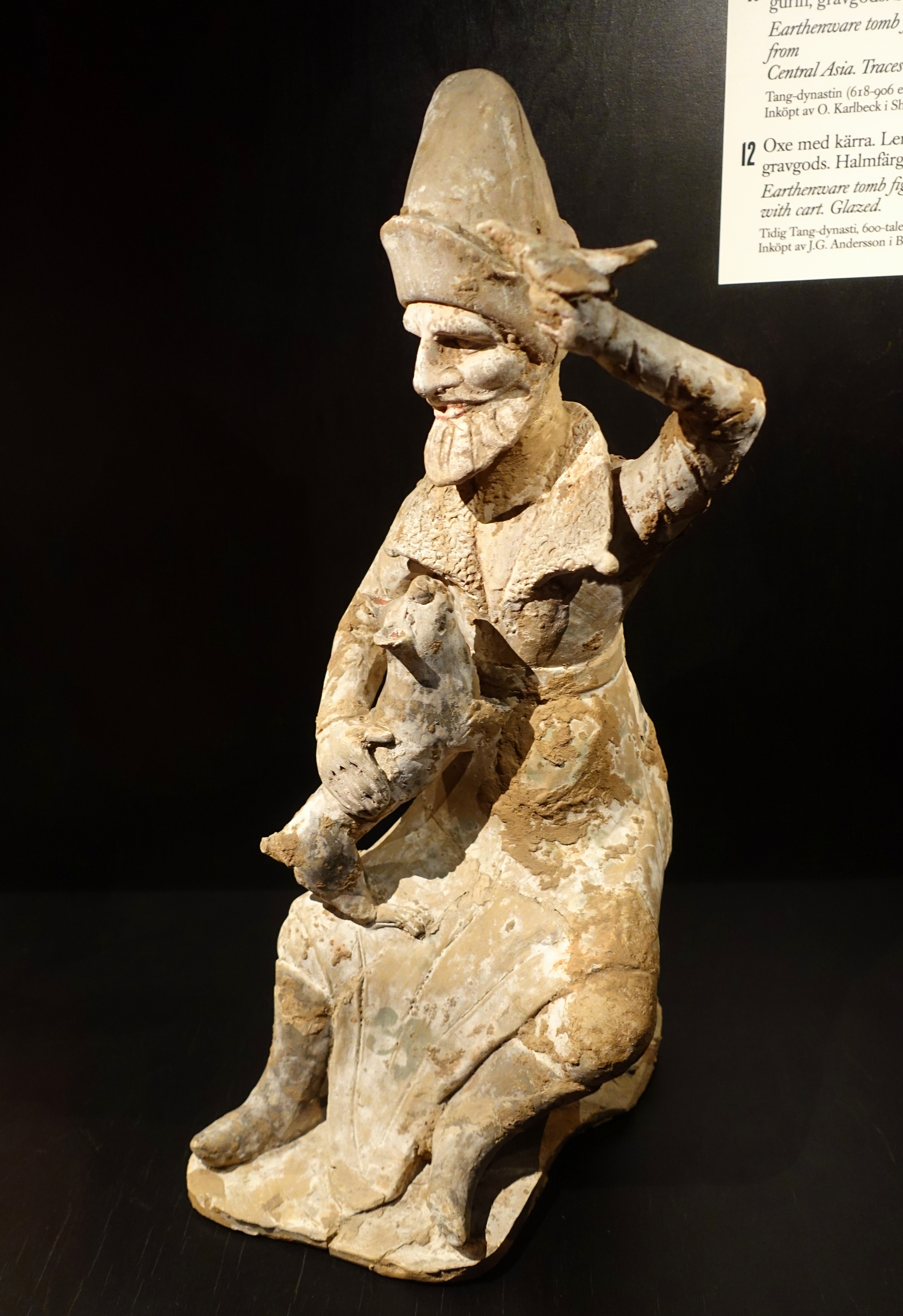
Recreación de un individuo catalogado por las fuentes chinas como hù (胡). Bajo este carácter, que mantuvo diferentes alusiones y adscripciones étnicas, se englobaba en la época Táng tanto a los propios köktürk, como a cualquier nativo situado entre las estepas del Asia Central (incluyendo sogdianos). La presente figura destaca por la gran prominencia de la barba y el perro asentado en el regazo del sujeto, un motivo igualmente extendido en la iconografía de los hù. Figura exhibida en una reciente exposición en Estocolmo (Östasiatiska Museet, 2014).

De este modo, vemos cómo la sociedad köktürk estaba dividida en dos clases: la élite gobernante y con títulos y cargos hereditarios junto con un estrato de funcionarios directos de índole inferior, señalados de forma general como beg y el pueblo, que configuraba la base que soportaba todo el peso del Estado: igil jara bodun. En esta última clase mayoritaria, cada hombre era en un guerrero potencial (er). Para alcanzar este grado, en determinado momento estos hombres debían iniciar un camino de iniciación que partía generalmente desde una cacería (siguiendo así el rito nómada ancestral), una batalla o refriega que pudiera así poner su valía personal a los ojos de su familia y sus líderes o bien incluso tras llevar a cabo una hazaña concreta. Tras consumir la conversión, cada hombre recibía su er aty, es decir, un sobrenombre por el que se lo identificaría durante toda su vida. Una costumbre que será mantenida hasta bien entrada la época moderna, reconocida incluso en la primera época de expansión del Imperio Otomano (XIV-XVI), tal y como señalan algunos autores españoles de la época.
Por su parte la economía köktürk descansaba en un primer factor (y neurálgico): la ganadería constante mantenida por las diferentes ramas y confederaciones conquistadas y sometidas. Un segundo factor económico se sostenía en el propio comercio y red comercial que sostenían dentro del estado: no hay que olvidar que una parte importante de la Ruta de la Seda pasaba justamente a lo largo de las estepas centrales y orientales, lo que les convertía a la fuerza, en garantes de la seguridad de los comerciales y beneficiados en primera instancia del mayor y lucrativo comercio euroasiático de la época. Un tercer factor de mayor coste y dudoso éxito, lo constituían los recursos obtenidos tras campañas contra otras ramas tribales o contra la propia China o algunos de los ricos estados de las estepas centrales. Hay que señalar que las campañas e incursiones contra otras ramas tribales y confederaciones, eran efectuadas astutamente justo cuando la luna se hallaba en su plenilunio: era la manera con la que se adquiría el ganado, especialmente los caballos, que constituían la principal riqueza. Aunque la sociedad köktürk era eminentemente una macroestructura ganadera, podían encontrarse diferentes estratos de población que no llegaban a conservar apenas un número suficiente de ganado para sobrevivir o siquiera llegaban a tener cabeza alguna, viéndose abocadas a refugiarse en unos "cuarteles de invierno" o unos establecimientos sedentarios denominados "baliq", en los que podían dedicarse a la agricultura. Cultivaban, sobre todo, milium que se depositaba en los fortines (qurgan). Por su parte, tanto los guerreros que pudieran mantener recursos para ingresar en los ejércitos de un determinado líder, o aquellos que no pudieran retener recursos para alzar y elevar su estatus, dependían en todo momento de los beg.
En cuanto al aspecto físico, existen algunas representaciones de los guerreros köktürk, visibles en el museo de Historia de Ulán Bator. Los hombres de las estelas dividían su cabello en numerosas trenzas que caían sobre su espalda: un aspecto ya referido en su momento hacia los propios róurán, lo que indica una continuidad de costumbres. Asimismo este estilo personal e identitario nómada llegaría incluso a ser continuado por los uigur, lo que confirma en parte una costumbre estética claramente arraigada (aún en época mongola seguirían alzándose estelas de guerreros con esta estética, perpetuadas en la expansión cumana hacia las estepas occidentales en el siglo XIII). Su vestimenta siempre quedaba rápidamente identificada en las fuentes chinas por sus notables botas, de gran altura y suela dura para resguardar las piernas ante la inclemencia climática de las estepas, junto con pantalones y vestimentas ensanchadas compuestas en la mayoría de casos por el socorrido fieltro o algodón. Al igual que el calzado, cumplían una clara función amortiguadora para el cuerpo frente a las temperaturas extremas del norte, siendo en múltiples ocasiones tachadas de simples y poco estéticas por diferentes fuentes chinas, ya desde Sima Qian. Junto con la vestimenta referida, en el caso de los hombres siempre es común encontrar un cierto tahalí con bolsitas en las que se ha contrastado el uso de piedras para afilar las espadas, pequeñas dagas y el alargado sable característico de los pueblos de la estepa.

### Cultura y costumbres
Disponemos de un gran número de anotaciones e informaciones de primera mano gracias a la minuciosa labor realizada por diferentes dinastías chinas que se sucedieron durante el período de existencia del Jaganato, entre las que es necesario acudir en primera instancia a la más reciente y pionera: el Suí Shū (隋書), seguida del Zhōu Shū (周書) y completada en anotaciones para la primera etapa de expansión por el Běi Shǐ (北史), aunando esta última anotaciones perdidas en su momento por el Wèi Shū (魏書), a priori el primer texto en señalar a los köktürk en su lucha contra los rouran. También es de gran utilidad las anotaciones legadas en otro de los manuscritos tardíos en torno a la efímera dinastía de Běi Qí (北齊, 550-577): el Běi Qí Shū (北齊書). Algunos de estos textos fueron traducidos por primera vez a una lengua occidental por sinólogos pioneros como Émmanuel-Édouard Chavanne (1865-1919) o Stanislas Aignan Julien (1797-1873). Estas traducciones, aun siendo relevantes por la información aportada en una época trascendental de la historia china, junto a las descripciones ya analizadas en su momento por los primeros avances y expansiones realizadas por los köktürk que traería un cambio trascendental en la historia esteparia, convienen ser siempre analizadas con suma cautela, habida cuenta la escasez de los fragmentos traducidos y la antigüedad de estos estudios que en múltiples ocasiones caen en ciertos anacronismos y excesiva comparativa con la historia occidental del medievo europeo. Actualmente, en lengua castellana no se dispone de ninguna traducción de las biografías o capítulos señalados en las fuentes hacia los köktürk, siendo recurridos siempre en primera instancia aún a los documentos decimonónicos de los dos sinólogos galos señalados.

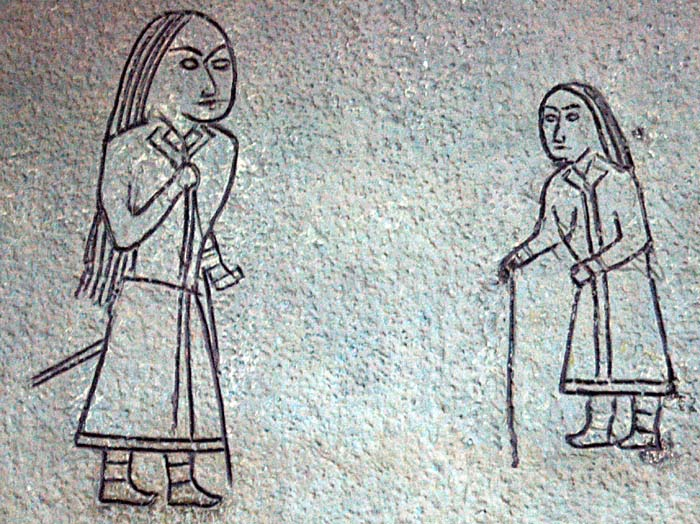
Petroglifos adscritos a la época köktük (VI-VII d.C.), hallados en la actual Mongolia. Los petroglifos, suelen ser en la mayoría de las ocasiones, las principales pruebas fehacientes y restos culturales, de algunas de las prácticas sociales, costumbres y cultura propiamente, atribuida a la confederación köktürk, sin que en ningún momento se puedan advertir una totalidad homogénea de los testimonios o la presencia de los mismos a lo largo de todo el cinturón estepario. Estas imágenes, que muestran una parte de la élite köktürk, son de un enorme valor testimonial, confirmándonos costumbres en cuanto a la vestimenta adoptada, así como a las estética y el estilo del cabello, eminentemente siempre por un marcado trenzado que no pasó desapercibido en las fuentes de la época china, así como tampoco en las fuentes griegas.

Un primer aspecto a señalar en torno a las costumbres köktürk es el de su escritura. En un primer momento, la escritura "rúnica" hallada en las estepas, aun siendo reconocida ya por los sinólogos del siglo XIX, no pudo ser descifrada hasta la llegada del siglo XX, cuando comenzaron a analizarse y estudiarse en profundidad este tipo de escritura, de las cuales ya poseemos en la actualidad múltiples pruebas, como las famosas inscripciones pétreas del valle del Orjón, en Mongolia septentrional, que han sobrevivido hasta el presente. Son precisamente estas inscripciones fechadas a principios del siglo VIII, las principales anotaciones legadas por la escritura "rúnica" de los köktürk y a partir de las cuales los turcólogos y otros lingüistas comenzaron a hacer los primeros estudios de sintaxis del proto-turco. Debido a que por el momento las fuentes directas de esta escritura que se nos ha legado han sido fechadas en torno a los siglos VI-VII, los académicos no son capaces aún de discernir si finalmente este tipo de escritura fue mantenida por algunas dinastías anteriores o si fue una escritura genuina acuñada a partir de un momento determinado de su historia. A la escasez de documentos previos a época köktürk se añade la tendencia a aplicar dichas runas a materiales perecederos, como láminas de madera, fragmentos de hueso o túmulos de piedra diseminados a lo largo y ancho de la estepa. De hecho, ya el Wèi Shū (魏書) señala que los propios rouran, realizaban tales escrituras en materiales perecederos (cortezas de madera), sin que en la actualidad se hayan descubierto aún alguna prueba de escritura de época rouran. Al mismo tiempo historiadores chinos de la dinastía Han también señalaron este tipo de escritura para los xīongnú (匈奴, siglos II a.C-III d.C.) o los xiānbēi (鮮卑, siglos I-VI d.C.), lo que delata una continuidad de costumbres en este campo cultural, sin embargo solo tenemos por el momento una descripción en profundidad y ejemplar de esta escritura en el caso de los köktürk. Con todo y a pesar de la dificultad de encontrar ciertas pruebas de esta escritura en materiales perecederos, se han conseguido recuperar algunas inscripciones en láminas de madera halladas en Siberia meridional, siendo atribuidas a uno de los pueblos relacionados estrechamente con los köktürk, los qirgiz. La aportación de estos últimos en materia de escritura, ha hecho que entre los turcólogos establezcan una segunda vertiente de escritura diferenciada junto a la escritura de Orkhon: la escritura Yeniséi, nombrada así por la ubicación de los restos hallados en el valle del río Yeniséi.
Otra de las costumbres que mayor atención tuvo entre las fuentes chinas, fue la de sus relaciones matrimoniales, las cuales son señaladas en las fuentes como costumbres simples y directas: en cuanto un köktürk se enamoraba de una joven, enviaba a un pariente o amigo para solicitar la mano de su hija a sus padres y generalmente, esta petición era aceptada. Una excepción la encarnaban aquellas mujeres de naturaleza nobiliaria, que no podían desposarse con un hombre de condición inferior. En su mayor medida estas mujeres eran destinadas en ocasiones a aumentar el harén de los soberanos chinos del sur, o bien como herramienta de alianzas con otras tribus poderosas y aumentar en mayor grado el poder del líder köktürk. Esta costumbre llegó a extenderse incluso al fallido intento de boda de la hija de Tong Yabgu con Heraclio (que finalmente no llegó a consumarse), lo que demuestra la utilidad y provecho cosechada por las mujeres nobles de la sociedad y elite köktürk. Por otra parte, otro de los aspectos más referidos en las fuentes chinas sobre sus relaciones matrimoniales, es la existencia de una poligamia y levirato, practicada tanto por sus líderes como por el pueblo común y que se erigía en su caso como una costumbre y práctica heredada ya desde tiempos de los xīongnú, continuada tanto por los xiānbēi como por los róuran, lo que nos demuestra la tácita aceptación de una costumbre esteparia (sin que deba ser adscrita a una rama tribal o segmento cultural en concreto). La poligamia, acrecentaba la familia y los lazos sociales del individuo en cuestión, posibilitando el ascenso y poder en un medio siempre cambiante y hostil para la supervivencia, dependiendo siempre en primera instancia de la paupérrima y debilitada demografía nómada. En cuanto al levirato, era considerado ya desde la época Hàn, como una manera de mantener con vida a las mujeres que perdían sus maridos, demostrando así el respeto al fallecido y siendo tomada como esposa por los hermanos del mismo. Una mujer que había perdido a su marido, sin recursos y sin posibilidad alguna de medrar por sí sola en una sociedad en gran medida patriarcal, la condenaba inequívocamente a un trágico final, si no era mantenida en última instancia por la familia de su fallecido esposo. No obstante, esta costumbre es analizada de forma diferente en otras ramas nómadas: en el caso de los wūhuán (烏桓, siglos I a.C.-III d.C.), es señalada no tanto como una costumbre para preservar la vida e integridad de la mujer ya sola y sin sustento marital, sino como una pura obligación en medio de una sociedad eminentemente matriarcal. Es de hecho notable, la diferencia social entre las ramas étnicas distribuidas a lo largo de las regiones occidentales y aquellas ubicadas en las regiones más orientales, junto con los pueblos diseminados a lo largo del bosque-estepa, lo que nos demuestra una permanencia de matriarcado en estas últimas regiones.
En el aspecto judicial, las fuentes chinas nos señalan algunas herramientas para combatir los desórdenes y las violaciones del poder soberano: aquellas personas que eran culpables de homicidio, violación de una mujer casada o intentos de levantamiento contra el poder establecido, eran condenadas a muerte sin remisión ni pago por la vida. Sin embargo, en el caso de aquel que hubiese violado a una joven, podía escapar de la muerte realizando el pago de una fuerte suma compensatoria a la familia afectada y de inmediato desposarse con la joven violada. Otros de los infractores que podían librarse de la muerte, eran aquellos que cometiesen cualquier latrocinio: ante la transgresión, debían pagar diez veces el valor de los animales u objetos robados. Una costumbre esta última ya reflejada en las fuentes chinas durante la época de los xiānbēi y los wūhuán.

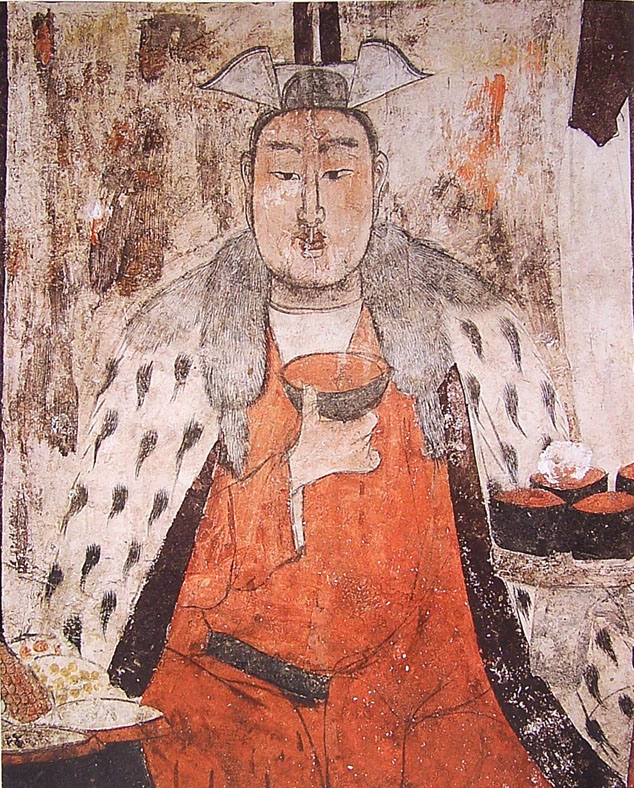
Tal y como puede apreciarse, la costumbre de la ceremonia y simbolismo en torno a la ingesta del licor en los pequeños cuencos de bebida, ya estaba corroborada como una práctica nómada, tal y como se refleja en este fragmento del fresco de Xu Xianxiu (siglo VI d.C., Bei Qi).

Otra de las grandes aficiones compartidas por todos los pueblos de la estepa durante siglos, era la ingesta del qimiz. Esta costumbre se diseminó con tanta fuerza y familiaridad entre los nómadas, que ya incluso Heródoto llegó a referirla como una de las pintorescas costumbres adscritas a los escitas. Más aún sorprende la revelación contenida en la propia Ilíada de Homero: "...los nobles hipemolgos bebedores de leche..." (ἀγαυῶν ἱππημολγῶν γλακτοφάγων ), siendo esta última una de las más arcanas referencias en los textos griegos a las costumbres galactófagas de los pueblos nómadas. La galactofagia practicada pues, es una costumbre heredada durante generaciones y mantenida por distintos grupos esteparios desde el extremo más occidental del continente, hasta la región de Manchuria. Costumbre que continuó con los köktürk y los mongoles, aunque cabe señalar un matiz diferenciador a la hora de hablar del caso kóktürk: en esta ocasión sería ya la primera vez en la que observamos la ingesta del qimiz como un ritual y ceremonia característica en las representaciones de sus balbal. Con total seguridad no es sin embargo una costumbre adscrita a los propios köktürk: hace unos años surgió como un torrente arqueológico la importante tumba de época Běi Qí de Xu Xianzu, en la que el noble aparece sosteniendo el pequeño cuenco de bebida tal y como lo podemos hallar en los numerosos balbal diseminados a lo largo de la estepa. Esta costumbre es por ende, una tradición ya anterior a la época köktürk, aunque heredada por estos y ensalzada en su máxima extensión para la posteridad con sus característicos balbal en los que el guerrero alza su pequeño cuenco con mirada ausente y porte regio. Las fuentes chinas nos señalan que al comienzo de la ingesta con sus invitados y familiares, los köktürk comenzaban a entonar sus melodías tradicionales, siendo contestada y seguida por los invitados y continuándose las celebraciones hasta incluso la mañana siguiente.
Otra de las costumbres sagradas de los köktürk pasaba por la colocación de la residencia del propio Jagan, plantada siempre de cara al este y orientada hacia al sol del levante. Una colocación esta última que tampoco surge como un aspecto genuino köktürk: desde la época Hàn, las fuentes dinásticas chinas la adscriben indistintamente a las diferentes confederaciones extendidas a lo largo de la estepa oriental, lo que nos confirma un adoración y continuidad nómada al este, pasando por ser el punto cardinal más regio y noble de todos. De hecho, también en las propias fuentes chinas señalaron durante siglos y de forma continuada a las ramas tribales más fuertes y prestigiosas, las situadas en las regiones orientales de la estepa. Una costumbre que se ve corroborada entre los köktürk por la superioridad legítima del Jagan situado en las estepas orientales, frente a las otras ramas ubicadas en las estepas centrales. Esta simbolismo y carácter sagrado hacia el este cardinal, continuará aún hasta época mongola, en la que ya se advierte un cambio de adoración cardinal, tendiendo en última instancia hacia el sur.

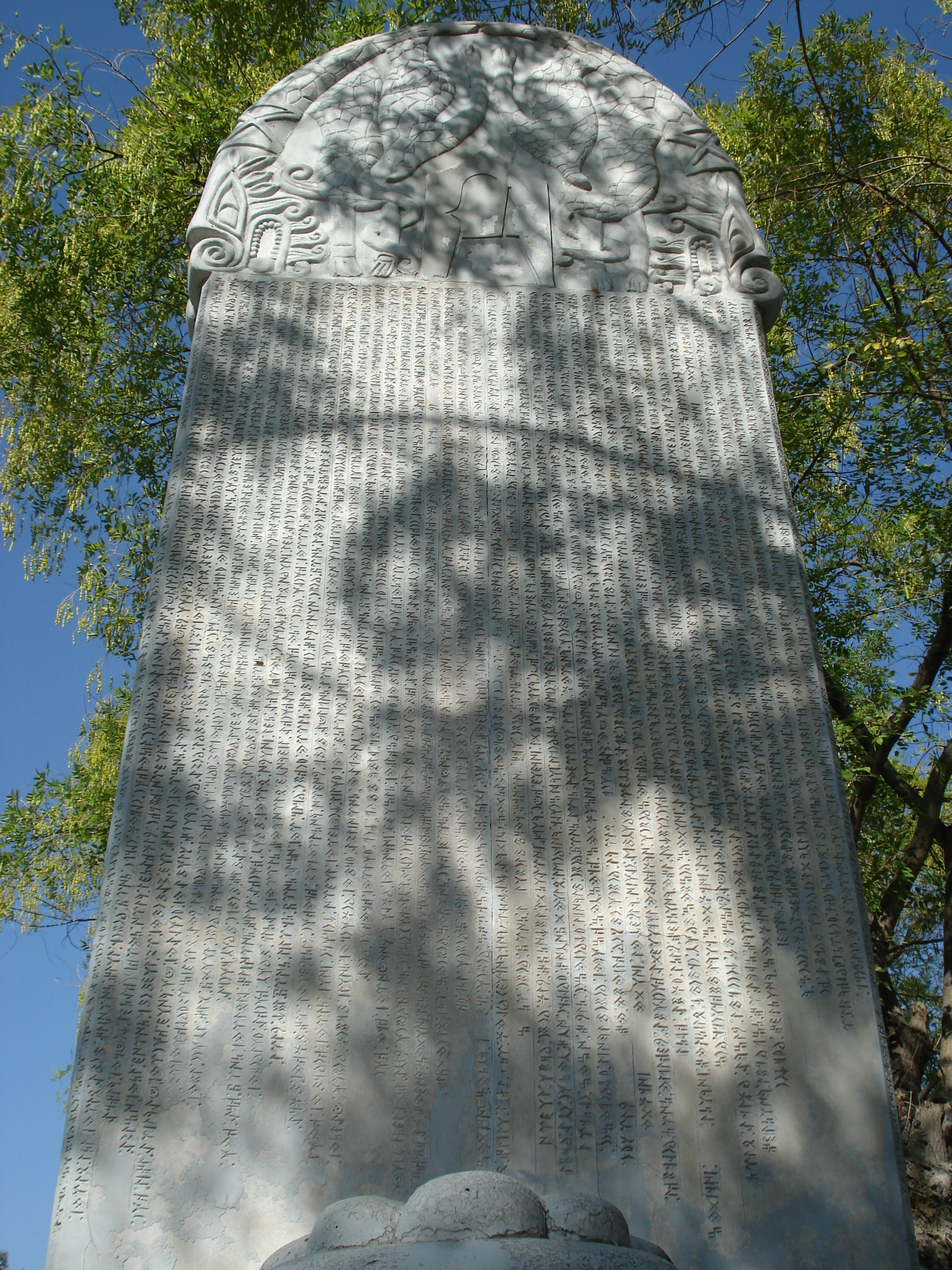
Copia estilizada y adaptada de la famosa estela levantada en su honor a Bïlge Jagan, que se halla en la actual Gazi Üniversitesi (Ankara). Monumento único por su complejidad y dedicatoria, así como por alzarse como una de las piezas vitales para la reconstrucción del antiguo proto-turco en una época en la que aún conservaba gran parte de su estructura léxica primigenia, antes de derivarse en múltiples ramas túrquicas.

Los köktürk mantuvieron asimismo otra costumbre relevante en torno a la entronización del Jagan: en la misma se desplegaban altos cargos oficiales junto al soberano, disponiéndose a ocupar sus puestos sentados de rodillas (siendo este aspecto despreciado y criticado por las fuentes chinas), sosteniéndose en un momento dado una litera de fieltro en la que se colocaba el Jagan, para a continuación dar hasta nueve vueltas alrededor de todos sus vasallos presentes, quienes tenían que saludarlo a cada una de sus vueltas. Terminado el trayecto, era montado sobre un caballo preparado para la ocasión y le ceñían al cuello una cinta de seda, sin que la misma llegara a estrangularle, mientras al mismo tiempo tiraban de ella preguntándole cuántos años iba a reinar. El Jagan pronunciaba algunas palabras incomprensibles que los presentes terminaban interpretando como los años de su gobierno. Esta costumbre peculiar y no atestiguada anteriormente en ninguna de las fuentes chinas anteriores a los köktürk, fue también utilizada por otros pueblos túrquicos sucesores, como los kazajos. Se desconoce sin embargo si esta costumbre llegó a perdurar entre todos los líderes kökturk hasta las primeras crisis dinásticas, la conquista Tang y las convulsiones realizadas por otras ramas insurrectas. hasta su fin en el siglo VIII d.C. Sin embargo nos ha quedado en constancia cierto testimonio que puede ayudar a certificar sino la continuidad en cada uno de los líderes, sí la existencia de la misma en épocas tan tardías como el siglo VIII d.C.: en las inscripciones legadas a Köl Tegin se escribió, "...Tángri concebido por mi padre el Ilterish Jagan y mi madre la Jatún, El Bilgä los eleva a lo alto...". Esta sentencia ha hecho que algunos turcólogos, como Jean-Paul Roux, contemplen dicho testimonio como la permanencia de una ceremonia estatal al ascenso del Jagan, que en última instancia si bien no certifica el rito ceremonial señalado anteriormente, sí nos señala cierta ceremonia de ascensión del soberano sobre el fieltro hasta elevarlo al cielo, lo que la asemeja en su ejemplo a la costumbre celto-germánica del levantamiento sobre el escudo, practicada también entre los isaurios.
Un último aspecto a reseñar en la cultura köktürk son las exequias ante la muerte. En el fallecimiento de un hombre, cada uno de sus parientes ofrecía en sacrificio un cordero o incluso un caballo, colocándolo frente a la residencia del difunto. A continuación, algunos de los allegados se montaban sobre sus caballos, circundando la residencia mientras lanzaban lúgubres alaridos. A cada vuelta que daban en torno a la puerta del fallecido, se realizaban cortes faciales, ejemplarizando así el agudo dolor ante la pérdida del fallecido. Los entierros se realizaban solo dos veces al año, en el otoño cuando las hojas de los árboles caían y durante la primavera, cuando los árboles permanecían ya reverdecidos y las flores bullían en su renacimiento. Es en ese momento cuando se efectuaba una fosa en la que introducían al fallecido. Al lado de esta tumba, se colocaban en ocasiones las célebres balbal: las estatuas de piedra de los insignes guerreros köktürk. Se debe señalar que éste es uno de los grandes honores rendidos al fallecido, siendo solo efectuado en cada una de las ocasiones en las que el fallecido había demostrado una valía inigualable tanto para su propia familia como para la propia sociedad y la confederación en conjunto. No era desde luego, una costumbre usual o extendida para el conjunto de la sociedad. Al mismo tiempo, numerosos académicos han descubierto una relación clara en torno a la colocación de las piedras en torno a la tumba en los que se levantan monumentos pétreos: existe una cierta relación entre el número de piedras alojadas en la tumba, hacia los enemigos abatidos por el difunto. Los diferentes estudios arqueológicos realizados a lo largo del siglo XX y durante la época soviética hasta la actualidad, han demostrado la costumbre continuada por otras ramas esteparias anteriores, de enterrar a sus guerreros con el equipo militar al completo, junto a algunos caballos ensillados y ciertos enseres de importancia o simbolismo para el individuo.

## Listado de soberanos del clan Āshǐnà
En primer término, debemos señalar que la grafía original de la escritura köktürk, sería la de (𐰴𐰍𐰣): esta última grafía aparecida en las inscripciones de Orkhon, se sitúan en torno a mediados del siglo VIII y se lee de izquierda a derecha, resultando por consiguiente la forma "qgn", o lo que es lo mismo, J(a)g(a)n. Los nombres de los soberanos köktürk se dan primero en la lengua madre, junto con glifos correspondientes en su grafía originaria a algunos de los soberanos. En segundo término en la nomenclatura hallada en las fuentes chinas y en tercer término ofrecemos la transcripción del título según las fuentes chinas. Hay que tener en cuenta que la nomenclatura china utilizada en las fuentes es tan solo la transcripción del sonido original del nombre del líder köktürk, reinterpretado en el vocablo del hanyu de la época (señalado por la abreviatura NC) Al mismo tiempo debemos señalar que en las grafías y nomenclaturas chinas, el nombre de la xìng determinada siempre va en primer lugar, dejando el nombre propio de nacimiento en segundo término. Es por ello que en algunas denominaciones posteriores, aparezcan los nombres de algunos líderes en claro distanciamiento con la nomenclatura original, como en algunos de los casos señalados. Finalmente se ofrecerán las nomenclaturas de los títulos köktürk en las fuentes chinas con la terminación NT.

### Fundación del Primer Jaganato Kökturk
- Bumïn Jagan (𐰉𐰆𐰢𐰣 𐰴𐰍𐰣) (entre el 534 - 552). NC: Āshǐnà Tǔmén (阿史那土門). NT:Yīlì Kèhán  (伊利可汗)
- Irksi Jagan (entre el 552 - 553). NC: Āshǐnà Kēluó (阿史那科羅). NT:Yǐxījì Kèhán (乙息記可汗).

- Muján Jagan (𐰢𐰆𐰴𐰣 𐰴𐰍𐰣) (entre el 553 - 572). NC: Āshǐnà Qíjīn (木杆可汗俟斤). NT: Mùgān Kèhán (木杆可汗)
- Taspar Jagan (𐱃𐱃𐰯𐰺 𐰴𐰍𐰣) (entre el 572 - 581). En el presente caso las fuentes chinas no han ofrecido su nombre de nacimiento, sin embargo sí su titulatura: Tuóbō Kèhán (佗缽可汗). A la muerte de Taspar, se escindirá la soberanía en hasta tres figuras fuertes de la familia. En primer lugar el soberano legítimo y a continuación los familiares que reclamaban la soberanía sobre la confederación:
- Ϊšbara Jagan (𐰃𐱁𐰉𐰺𐰀 𐰴𐰍𐰣) (entre el 581 - 587)  NC: Āshǐnà Shètú (阿史那攝圖). NT: Shābō'è Kèhán (沙缽略可汗)
- Apa Jagan (entre el 581 - 587)  NC: Āshǐnà Dàluōbiàn (阿史那大逻便). NT: Ābō Kèhán (阿波可汗)
- Amrak Jagan (entre el 581 - 587)  NC: Āshǐnà Ānluó (阿史那庵邏). NT: Ābō Kèhán (可汗). Fue justamente en medio de esta vorágine de poder, el que señaló ya desde este momento en el 587, la separación de facto en una diarquía dentro del propio Jaganato, dominada por dos bandos de los propios Āshǐnà, marcados por el gobierno en el este y el oeste, según se nos señala en las fuentes chinas y gobernados principalmente por la xìng de los Ashina, ubicándose su centro neurálgico en las estepas orientales, quedando marginados y separados del control directo Tang todos aquellos ubicados en las partes occidentales del Jaganato, en las cuales Tarduš instauraría un Jaganato propio. Precisamente éstas ramas tribales serán las últimas en caer en la órbita Tang y las que emigrarán más allá de las estepas del Asia Central o incluso instaurando una propia dinastía ya independiente y legítima frente al control Tang).

### Crisis y división del Jaganato

#### Listado de los Jagan legítimos del clan Āshǐnà
- Baga Jagan (entre el 587 - 588)  NC: Āshǐnà Chùluóhóu (阿史那處羅侯). NT: Mòhé Kèhán (莫何可汗)
- Tulan Jagan (entre el 588 - 599)  NC: Āshǐnà Yōngyúlǘ (阿史那雍虞閭). NT: Dōulán Kèhán (都藍可汗)
- Töles Jagan (𐰖𐰢𐰃 𐰴𐰍𐰣) (entre el 599 - 609)  NC: Āshǐnà Rǎngàn (阿史那染干). NT: Qǐmín Kèhán (啟民可汗)
- Sibir Jagan (entre el 609 - 619)  NC: Āshǐnà Duōjíshì (阿史那咄吉世). NT: Shǐbì Kèhán (始畢可汗)
- Jagan (entre el 619 - 620)  NC: Āshǐnà Lǐchún (阿史那奚纯). NT: Chùluó Kèhán (處羅可汗). En este caso en particular, no tenemos una referencia directa sobre el nombre de nacimiento del presente soberano, apareciendo sin embargo la transcripción "Lǐchún" en el texto chino.
- Illig Jagan (𐰃𐰞𐰞𐰃𐰏 𐰴𐰍𐰣) (entre el 620 - 630)  NC: Āshǐnà Duōbì (阿史那咄苾). NT: Xiélì Kèhán (頡利可汗). Tras la muerte de este último soberano de la rama más importante y noble de los köktürks, solo quedará ya por breve tiempo como gobierno independiente la rama occidental, que no obstante no tardaría en ser igualmente engullida por la vorágine expansionista Tang.

#### Listado de los Yabgu soberanos del clan Āshǐnà (552-657)
- Istämi Yabgu (𐰃𐰾𐱅𐰢𐰃 𐰴𐰍𐰣) (entre el 552 - 575)  NC: Āshǐnà Shìdiǎnmì (阿史那室點密). Este sería uno de los primeros gobernantes señalados ya en la fuentes bizantinas, por el nombre de Silzíboulos (Σιλζίβουλος). En un primer lugar, la expansión köktürk había llevado a sus líderes a un control no demasiado seguro de las regiones más occidentales, siendo necesario el que se delegase y autorizase el mando de una parte de la familia que mantuviese el control sobre la misma, instaurándose de este modo el gobierno de los Yabgu, siendo este último el verdadero papel de Istämi y no el de Jagan como señalan las fuentes griegas. De hecho, en su labor y ejercicio de poder, aún con la inesperada muerte de su hermano, seguirá manteniendo una lealtad hacia el resto de la familia en las estepas orientales.
- Tarduš Yabgu (𐱃𐰺𐰑𐰆𐱁 𐰴𐰍𐰣) (entre el 575 - 599)  NC: Āshǐnà Diànjué (阿史那玷厥). NT: Dátóu Kèhán (達頭可汗). Lo que en un primer momento hacía presagiar una continuidad del aparato de gobierno de los Yabgu y su subordinación y lealtad dlrecta hacia la sede en el este, pronto se demostraría como una mera ilusión tras la escisión definitiva y autoritaria instaurada por Tarduš, el cual consciente de la falta de independencia y aumento de influencia Tang en sus teóricos señores, unida su propia ambición personal, no dudó a la hora de separarse e inaugurar él mismo su propio Jaganato, nombrándose él mismo como Jagan hacia el 599, para fallecer finalmente hacia el 602. Es también señalado en las fuentes griegas como Tardou (Ταρδου).
- Arlsan Taman Jagan (entre el 604 - 611)  NC: Āshǐnà Dámàn (阿史那達曼). NT: Níjué Chùluó Kèhán (泥厥處羅可汗).
- Jagan (entre el 610 - 617) Shèkuì Kèhán (射匮可汗), sin que las fuentes chinas nos hayan legado nombre alguno ni se haya encontrado tampoco nombre en fuentes persas o bizantinas de su nomenclatura de nacimiento.
- Tong Yabgu (entre el 618 - 628/630)  NT: Tǒngyèhù Kèhán (統葉護可汗). En primer término hay que señalar que las fuentes chinas no nos han legado nombre propio alguno, solo figurando la única referencia como una titulatura completa. Dicha titulatura, tal y como indica la nomenclatura china yèhú, nos indica directamente que a diferencia de su predecesor, bien pudiera parecer que este nuevo líder del oeste, ocupase más bien el lugar y poder propios de un Yabgu  y no tanto los de un Jagan propiamente, siendo este el motivo de que hayamos optado por colocar la nomenclatura turca acompañados del título Yabgu. De gran relevancia dado el lugar que ocupó en medio de las decisivas guerras romano-sasánidas ya desde la ascensión y toma de poder de Heraclio. Es este el señalado Ziebel de las fuentes griegas. La muerte de Tong Yabgu, dio lugar a la separación ya definitiva de algunas de las ramas nómadas más al oeste, situadas ya en las estepas occidentales (o estepas pónticas), dando lugar desde su muerte al nacimiento de un Jaganato independiente en manos de los kazaros y de los proto-búlgaros y las distintas ramas escindidas diseminadas a lo largo de la cuenca del Danubio. Por otra parte, la muerte de Tong Yabgu también ayudó a que el deslegitimado Jaganato de los Ávaros (fundado en el 565), se viese ya libre de cualquier amenaza impuesta desde el lejano este, aunque obligado desde este momento a sostener una dura lucha mortal por su supervivencia no ya amenazada por los türküt, sino por los propo-búlgaros y los eslavos.
- Irbis Ϊšbara (entre el 630 - 632)  NC: Āshǐnà Xìlì (阿史那咥力). NT: Sìyèhù Kèhán (肆葉護可汗). Tras la conquista definitiva de los türküt a manos de los Tang en el este, las ramas occidentales tratarán desesperadamente de aumentar el control de los cada vez más reducidos territorios y reafirmar su autoridad, figurando ya Irbis Ishbara como líder independiente y legítimo Jagan. Sin embargo a ojos Tang, esta figura ocuparía el puesto real de yèhú, tal y como indica en su nomenclatura.
- Bagasa Tulu Jagan (entre el 632 - 634)  NC: Āshǐnà Níshú (阿史那泥孰). NT: Tūn'ālou Báxīlì Duōlù Kèhán (吞阿娄拔奚利咄陆可汗).
- Ϊšbara Teriš Tunga Jagan (entre el 634 - 639)  NC: Āshǐnà Tóng'é (阿史那同俄). NT: Shābō Luóxìlì Shī Kèhán (沙缽羅咥利失可汗).
- Jagan (entre el 639 - 641)  NC: Āshǐnà Bóbù (阿史那薄布). NT: Yǐpí Shābō Luó Yèhù Kèhán (乙毗沙缽羅葉護可汗). No ha sido legada nomenclatura alguna por la que podamos recomponer su nombre original, restando únicamente la forma china.
- Yukuk Shad Jagan (entre el 641 - 653)  NC: Āshǐnà Yùgǔ (阿史那欲谷). NT: Yǐpí Duōlù Kèhán (乙毗咄陸可汗).
- Ϊšbara Jagan (entre el 653 - 657). NC: Āshǐnà Hèlǔ (阿史那賀魯). NT: Shābōluó Kèhán (沙钵罗可汗). En este último caso, no se nos ha legado la nomenclatura originaria en las fuentes chinas. Este sería el último líder türküt independiente, derrotado por las tropas Tang en la batalla del río Irtish (657), en la que Ϊšbara no solo perdió la vida y certificó el completo sometimiento de la xìng de los Āshǐnà, sino que su batalla solidificó de facto la soberanía Tang sobre toda la xìng Āshǐnà y el teórico sometimiento consiguiente de las restantes y díscolas ramas tribales que aún no habían prestado su sometimiento a la corte de Chang'an.

### Revolución y proclamación del Segundo jaganato Köktürk
- Elter Jagan (𐰃𐰠𐱅𐰼𐰾  𐰴𐰍𐰣), (entre el 682 - 694)  NC: Āshǐnà Gǔduōlù (阿史那骨咄祿). NT: Xiédiēlì Kèhán (頡跌利可汗). Tras la debacle sufrida en el 657, los köktürk y los restantes miembros de la castigada xìng de los Āshǐnà deberán subordinarse en buena medida a las exigencias señaladas en todo momento por los Tang, en un intento de esperar en última instancia una oportunidad para reclamar la soberanía arrebatada. Esta oportunidad llegará ya en la figura de Elter, que devolverá en buena medida la independencia arrebatada aunque ya únicamente controlando las ramas orientales, perdida ya legitimidad absoluta en las más alejadas al oeste, que quedarían ya autogobernadas por una serie de gobernantes que tratarían de frenar las avalanchas omeyas y abásidas más allá del Oxus.
- Japagán Jagan (𐰴𐰯𐰍𐰣 𐰴𐰍𐰣), (entre el 694 - 716)  NC: Āshǐnà Mòchuài (阿史那那默啜). NT: Qiānshàn Kèhán (遷善可汗). Sin lugar a dudas el mejor representante de este renacimiento köktürk, capaz de reconducir férreamente la soberanía sobre las estepas del este y las del Asia Central, aprovechándose del momento de debilidad del proclamado Jagan de Turgesh.
- Inel Jagan, (716)  NC: Āshǐnà Fújù (阿史那匐俱). NT: Tàxī Kèhán (拓西可汗).
- Bïlge Jagan (𐰋𐰃𐰠𐰏𐰀 𐰴𐰍𐰣), (entre el 716 - 734)  NC: Āshǐnà Mòjílián (阿史那默棘連). NT: Píjiā Kèhán (遷善可汗). Soberano bajo cuyo mandato fueron levantadas las famosas inscripciones de Orkhon. Sus éxitos recogidos en dichas inscripciones, además de su consolidado mandato, lo hicieron valedor a ojos de su propio pueblo, de ser un auténtico líder, habida cuenta de que "bïlge" (𐰋𐰃𐰠𐰏𐰀) se traduce como "sabio". A su muerte, se iniciaría la decadencia ya imparable, del último gran representante de la mítica xìng de los Āshǐnà. Por otra parte, con su fallecimiento, se sucederían una serie de gobernantes incapaces de sostener el poder durante un largo período de tiempo, mientras de fondo y en el centro neurálgico de su poder, los uigur comenzaban ya a preparar su ascensión y el futuro golpe a la renqueante soberanía köktürk sobre las estepas orientales.
- Jagan, (734). NT: Yīrán Kèhán (伊然可汗). Uno de los candidatos que surgió tras la muerte de BÏlge para sostener el trono köktürk. Ejecutado poco tiempo después de su intento de usurpación. No se nos ha legado nombre alguno en las fuentes chinas.
- Jagan, (734 - 741). NT: Tàxī Kèhán (登利可汗). Sucesor consolidado pero efímero, permaneciendo tan solo siete años con soberanía en el Jaganato. Nuevamente las fuentes chinas no mencionan nombre alguno de este gobernante.
- Jagan, (741 - 742). NC: Āshǐnà Gǔduō (阿史那骨咄). No se haya titulatura alguna en los registros chinos, aunque sí su nomenclatura de nacimiento. Con la muerte de este último gobernante, se iniciará ya una disputa final por el control del trono köktürk por hasta tres usurpadores, que dará lugar a varias usurpaciones hasta la debacle final ante los uigur.
- Jagan, (742 - 744). NT: Xiédiē Yīshī Kèhán (頡跌伊施可汗). Sin que se haya legado ninguna nomenclatura personal en las fuentes chinas.
- Jagan, (742 - 744). NT: Wūsū Mǐshī Kèhán (烏蘇米施可汗). Una vez más, sin que se haya legado ninguna nomenclatura personal en las fuentes chinas.
- Kulun Beg Jagan (744)  NC: Āshǐnà Gúlǒngfú (阿史那鶻隴匐). NT: Báiméi Kèhán (白眉可汗). Con este último representante del poder Āshǐnà ya muerto, a lo largo de las estepas había nacido un nuevo Jaganato y unos nuevos señores: los uigur.